# Тінисте
Тіни́сте (до 1945 року — Калимта́й, крим. Qalımtay) — село в Україні, у Бахчисарайському районі Автономної Республіки Крим, центр Тінистівської сільської ради. Населення — 1 176 осіб.

## Географія
Село розташоване в долині річки Кача. Місцевість передгірна, клімат м'який. У Тінистому знаходиться гора Таз-Тепе (у перекладі з кримськотатарської — «лиса вершина», народна назва — «Тарілка»). Це найвище місце в селі. У ясну погоду з гори видно море. Навколо села ростуть соснові ліси на землях Бахчисарайського лісгоспу. Сполучення — автомобільне. Покриття доріг — асфальтове.

## Економіка
Раніше Тінисте — центральна садиба колгоспу ім. В. І. Леніна, за яким було закріплено 2695 гектарів сільгоспугідь, на 2014 рік перетворене в сільськогосподарські підприємства, які спеціалізуються на вирощуванні фруктів і винограду: «Сади Тавриди». ТОВ «Таврида-Агро» і ТОВ «Фермер ЛТД». У селі є холодильник для зберігання фруктів та винограду на 1170 т.

## Соціальна сфера
У Тінистому 8 вулиць, площа земель, приписаних до села, 2200 гектарів, на якій в 417 дворах, за даними сільради на 2009 рік, значилося 1273 жителі  На території села розташовані: Тінистівська школа на 560 місць (існує з 1968 року), дитячий садок на 60 місць, Будинок культури на 650 місць, бібліотека, поштове відділення, стадіон, гуртожиток на 100 місць, амбулаторія. Є православна церква ікони Божої Матері «Всіх скорботних Радість», мечеть (у старовинній будівлі, повернутій вірянам у 1999 році) і церква адвентистів сьомого дня. Транспортне сполучення з Бахчисараєм, Севастополем і Сімферополем здійснюється автобусами.

## Історія
Перше відоме поселення на місці Тінистого — стародавнє городище, засноване в II столітті н. е., на панівній над околицею вершині, стовбуровою горою-останцем Таз-Тепе, яке було передовою заставою херсонеситів. Про цю сторінку історії стало відомо порівняно недавно, коли в 1981 році гору терасували для посадки сосни. Тоді з лопати бульдозера виявили елементи домашнього посуду, курильні трубки, глиняні статуетки, піфос для зберігання зерна. Всі знахідки вказують на час існування городища. Через брак коштів вивчення цього археологічного пам'ятника не було завершено, що є спокусою для так званих «чорних археологів». Пізніше, коли загроза нападу на селище з боку кочових племен стала меншою, життя з гори опустилася в долину. Так були засновані селища, які в майбутньому склали нинішнє село. На місці нинішнього холодильника було село з назвою Маалле (з кримськотатарської — «квартал»). Від нього до нинішніх днів залишилися 3 будинки.
У Камеральному Описі Криму 1784 року, в Качи Беш Пареси кадилаці бакчі-сарайскаго  каймакамства записані 2 села — Калмитай і Інший Калмитай, різні парафії — Маале великого села. Після анексії Криму Російською імперією (8) 19 квітня 1783, (8) 19 лютого 1784, іменним указом Катерини II сенату, на території колишнього Кримського Ханства була утворена Таврійська область і село було приписане до Сімферопольського повіту. Після Павловських реформ, з 1796 по 1802 рік, входило в Акмечетський повіт Новоросійської губернії. За новим адміністративним поділом, після створення 8 (20) жовтня 1802 Таврійської губернії, Калимтай був включений до складу Актачинської волості Сімферопольського повіту.
У Відомостях про всі селища у Сімферопольському повіті… від 9 жовтня 1805, в селі Калантай значилося 29 дворів і 182 жителі, виключно кримських татар. На військово-топографічній карті генерал-майора Мухіна 1817 в селі позначений 31 двір. В результаті реформи волосного поділу 1829  Калантай, згідно  «Ведомости про казенних волостях Таврійської губернії 1829», віднесли до Дуванкойської волості (перетвореної з Чоргунської) . На карті 1842 в  Калантай  62 двору.

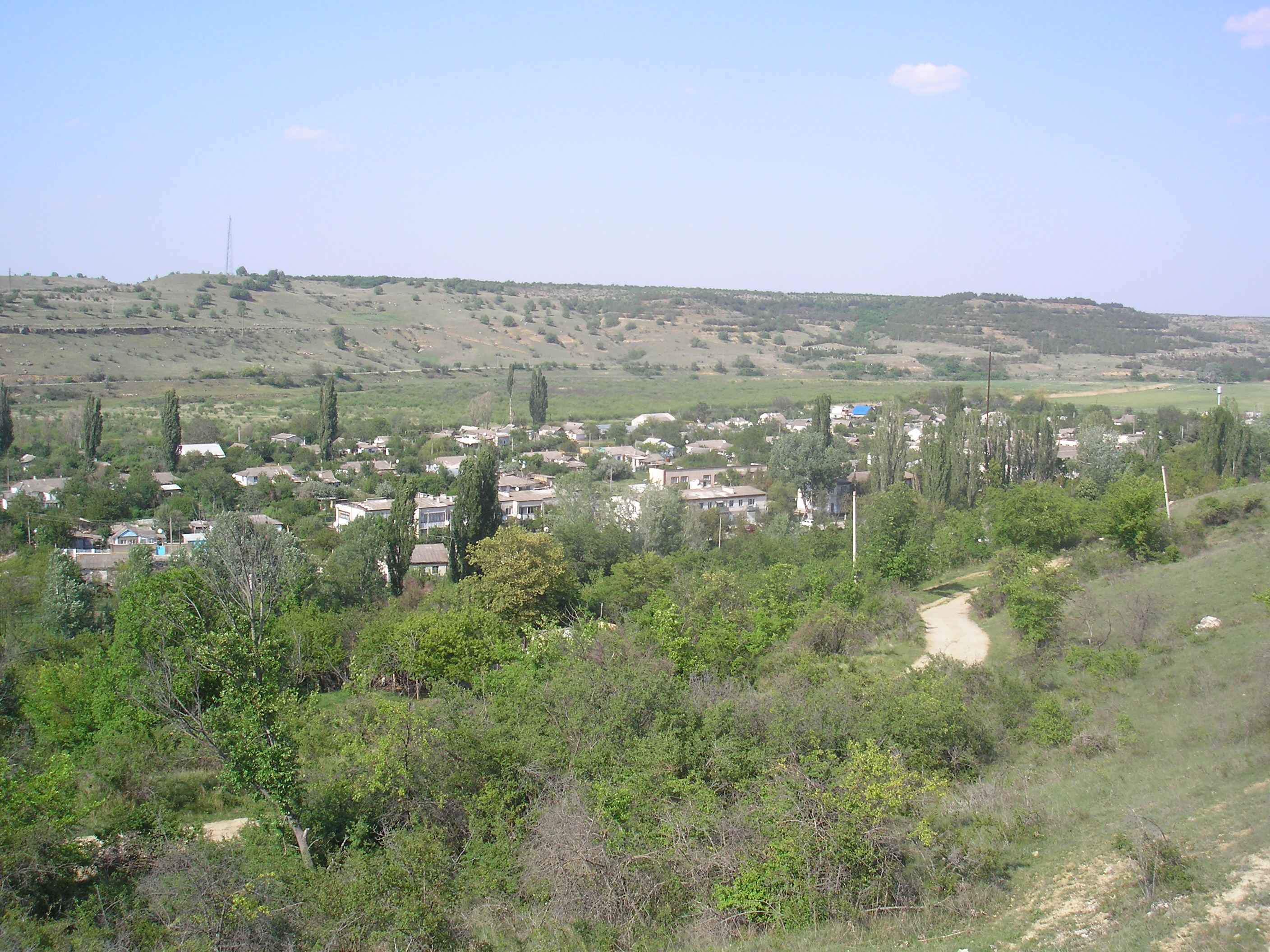
Центр Тінистого
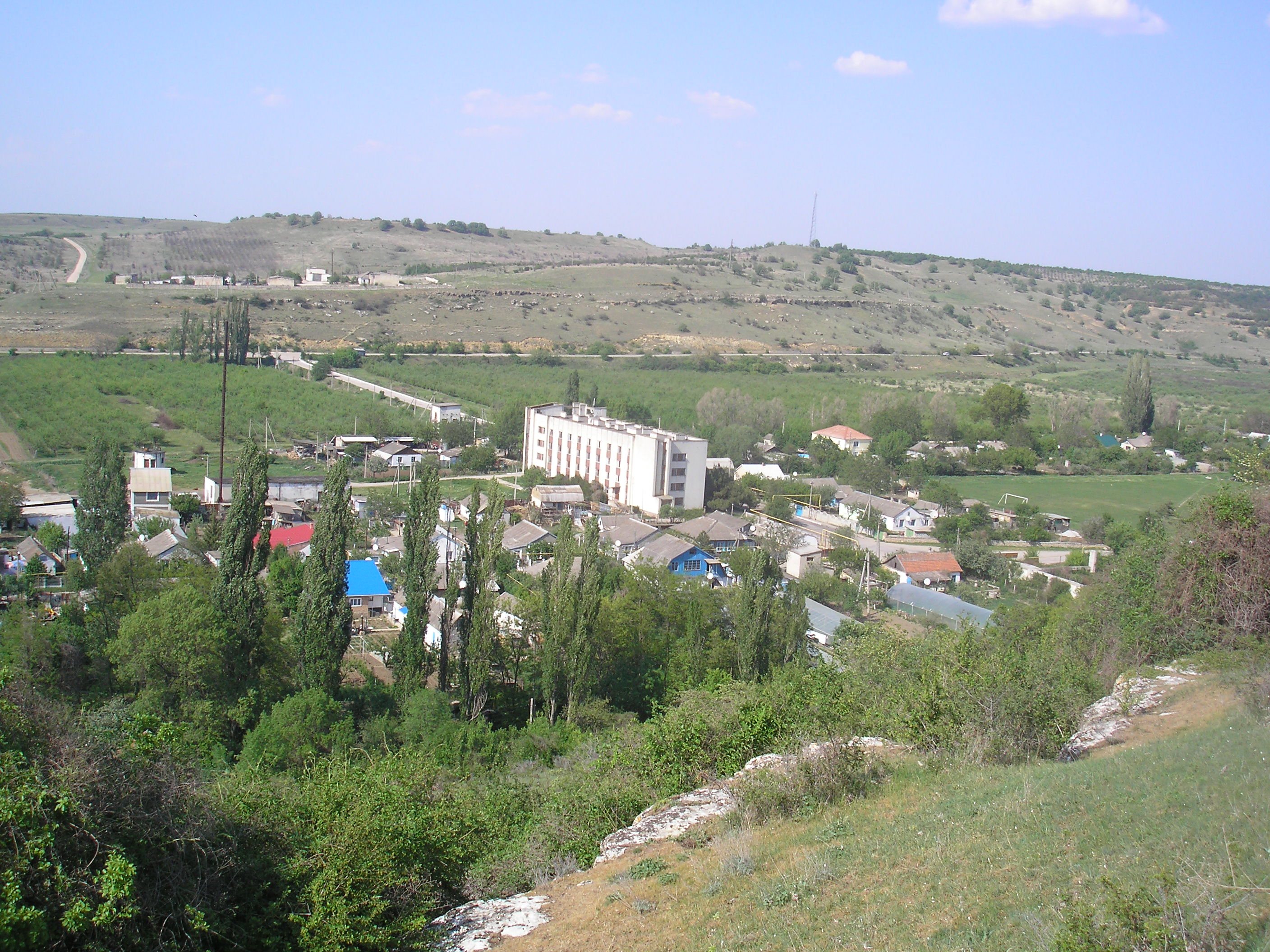
Західна околиця
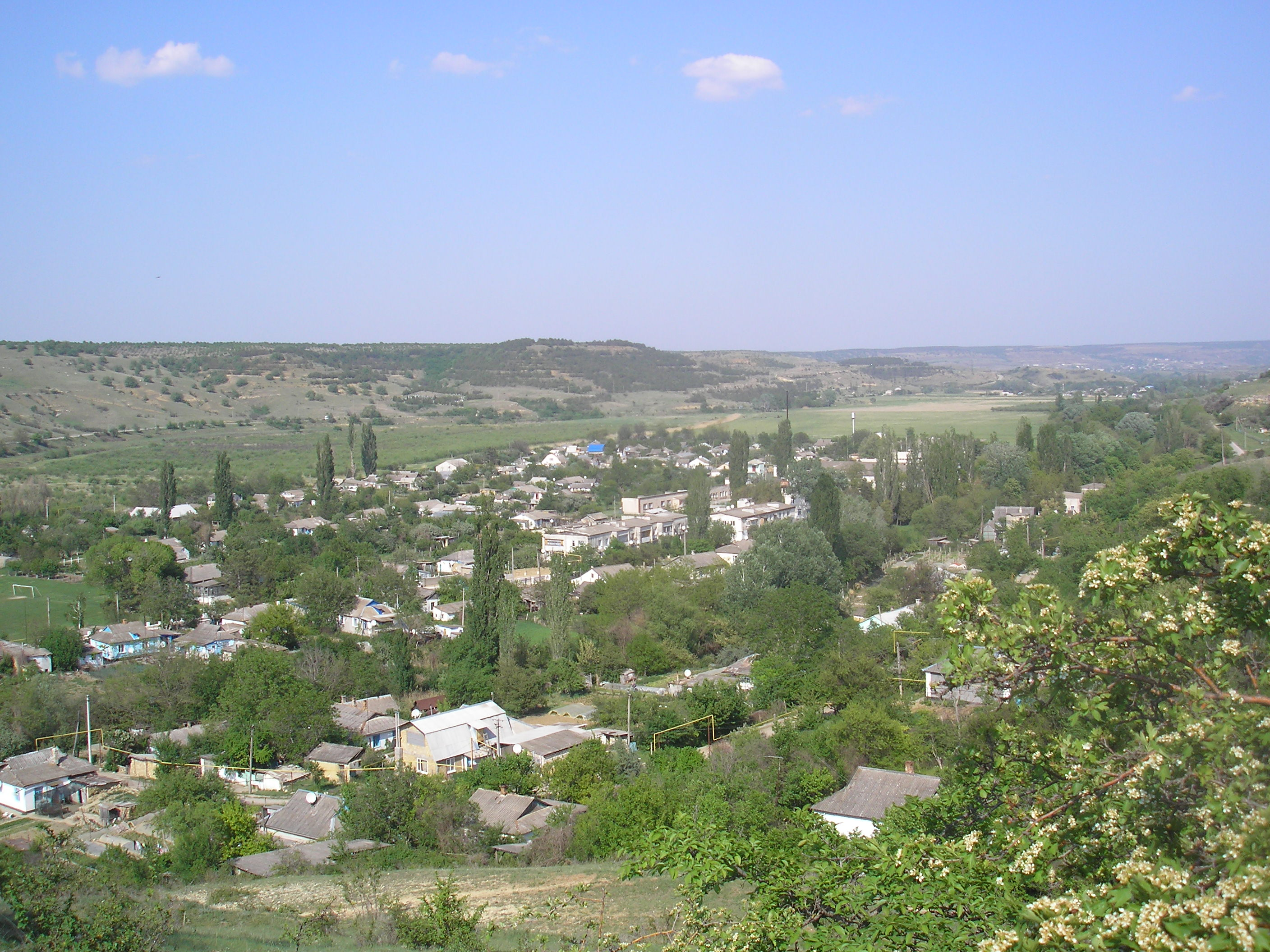
Середня частина села
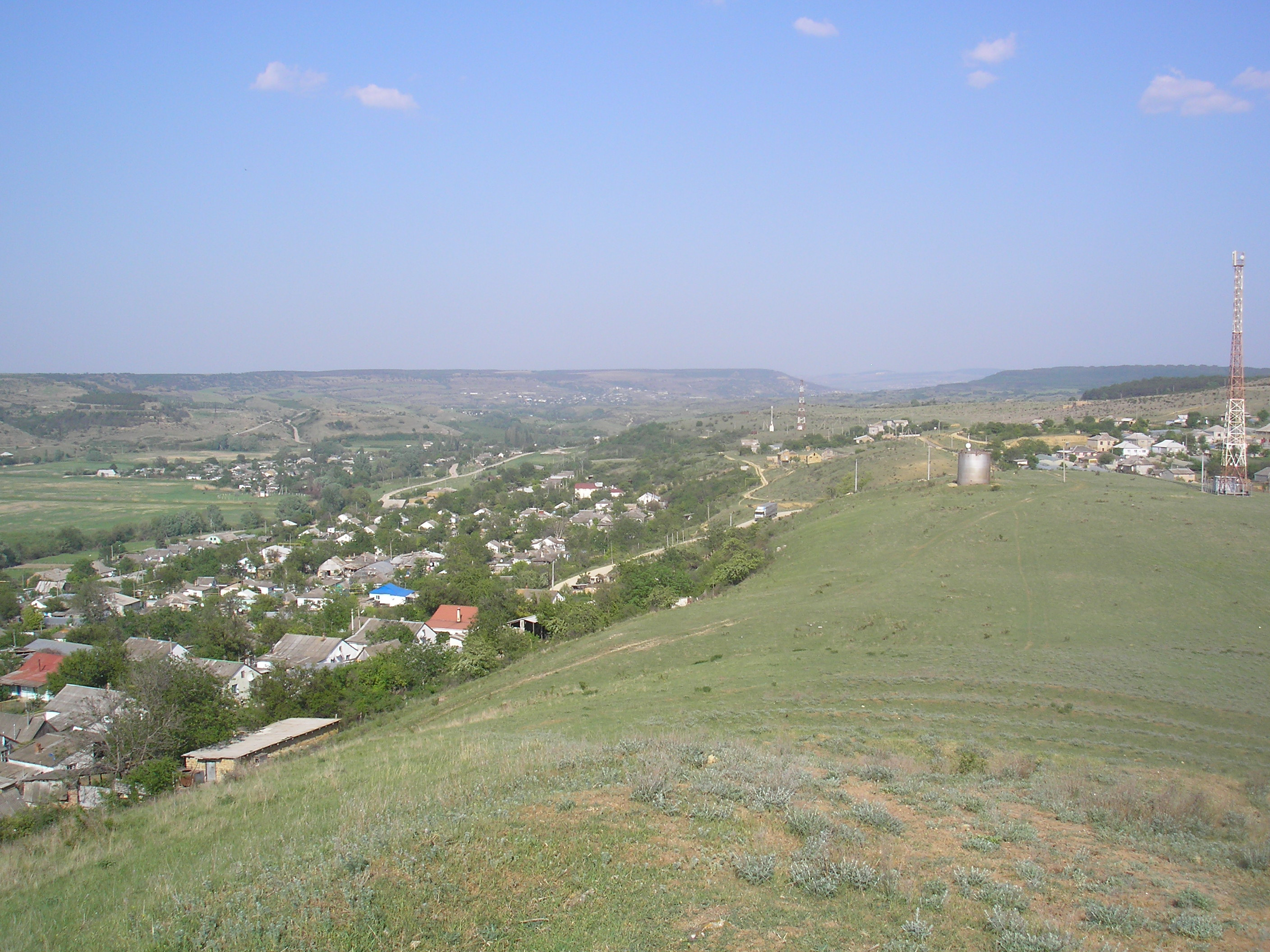
Район колишніх сіл Тас-Тепе і Мале.

Станом на 1886 у селі Калимтай Дуванкойської волості Сімферопольського повіту Таврійської губернії мешкало 210 осіб, налічувалось 43 дворових господарства, існували мечеть та 2 лавки.
Після встановлення в Криму Радянської влади, за постановою Кримревкому від 8 січня 1921 була скасована волосна система і село увійшло до складу Бахчисарайського району Сімферопольського повіту (округу), а в 1922 році повіти отримали назву округів. 11 жовтня 1923, згідно з постановою ВЦВК, в адміністративний поділ Кримської АРСР були внесені зміни, в результаті яких був створений Бахчисарайський район і село включили до його складу. Згідно зі Списком населених пунктів Кримської АРСР по Всесоюзного перепису 17 грудня 1926, Калимтай був центром Калимтайської сільради Бахчисарайського району.
Німецько-радянська війна не пройшла стороною повз село. У 1941 році в околицях села проходив передовий рубіж оборони Севастополя. Воно знаходилося на території IV сектора оборони, яку тримала 8-а бригада морської піхоти Чорноморського флоту. У листопаді 1941 року в результаті важких боїв німецькі війська в околицях села втратили більш як 200 солдатів убитими. Про ці події говорить кладовище німецьких солдатів, яке знаходиться в балці за колишнім селищем Маалле. У 2002 році, на прохання родичів з Німеччини, останки німецьких солдатів було перепоховано. У 1944 році, після звільнення Криму від військ Вермахту, згідно
Постанови ДКО № 5859 від 11 травня 1944, 18 травня кримські татари були депортовані до Середньої Азії. 12 серпня 1944 було прийнято постанову № ГОКО-6372с «Про переселення колгоспників у райони Криму», за яким в район з Орловської і Брянської областей РРФСР переселялись 6000 селян. Указом Президії Верховної Ради РРФСР від 21 серпня 1945 Калимтай було перейменовано на Тінисте, а Калимтайська сільрада — на Тінистовську. Указом Президії Верховної Ради РРФСР від 18 травня 1948, прилеглі селища Тас-Тепе і Мале включено до складу Тінистого.